# Falun Gong
Falun Gong ou Falun Dafa ("Prática da Roda da Lei" - em tradução literal do mandarim) é uma prática espiritual chinesa que combina meditação e exercícios de qigong com uma filosofia moral centrada nos princípios da verdade, compaixão e tolerância (真、善、忍, em mandarim). A prática enfatiza a moralidade, o cultivo da virtude e se classifica como uma prática de qigong da Escola Buda, embora seus ensinamentos também incorporem elementos identificados com as tradições taoístas. Por meio da retidão moral e da prática da meditação, os praticantes do Falun Gong aspiram eliminar os apegos e, ao final, alcançar a iluminação espiritual.
O Falun Gong tem origem e foi ensinado publicamente pela primeira vez no nordeste da China em 1992 por Li Hongzhi. Apareceu no final da "febre de qigong" na China - um período que viu uma proliferação de práticas similares de meditação, exercícios lentos de energia e respiração regulada. Ele difere de outras escolas de qigong pela ausência de taxas, de filiação formal, bem como de rituais diários de adoração. Sua maior ênfase é na moralidade e na natureza cósmica de seus princípios. Acadêmicos ocidentais descreveram o Falun Gong como uma disciplina de qigong, um "movimento espiritual", um "sistema de cultivo" aos modos tradicionais da China ou como uma forma de religião chinesa.
A prática inicialmente contou com o apoio da burocracia estatal chinesa, mas em meados da década de 1990, o Partido Comunista Chinês, na época liderado por Jiang Zemin, e organizações de segurança pública crescentemente passaram a ver o Falun Gong como uma ameaça em potencial devido ao seu tamanho, sua independência em relação ao Estado e seus ensinamentos espirituais. Em 1999, órgãos do governo estimavam o número de praticantes do Falun Gong em 70 milhões. Durante esse tempo, uma cobertura negativa sobre o Falun Gong começou a aparecer na imprensa controlada pelo Estado. Os praticantes geralmente respondiam se manifestando coletiva e pacificamente em busca do diálogo com a fonte emissora. Na maioria das vezes, os praticantes tiveram sucesso, mas a controvérsia e a tensão continuaram a crescer. A escala das manifestações cresceu até abril de 1999, quando mais de 10 mil praticantes do Falun Gong se reuniram perto do complexo do governo central em Pequim para solicitar reconhecimento legal e liberdade em relação à interferência do Estado. Essa reunião é amplamente vista como catalisadora da perseguição que se seguiu.
Em 20 de julho de 1999, a liderança do Partido Comunista iniciou uma campanha nacional de supressão e de propaganda multifacetada destinada a erradicar a prática. Ela bloqueou o acesso na internet a sites que mencionam a prática e, em outubro de 1999, declarou o Falun Gong uma "organização herética" que ameaçava a estabilidade social[carece de fontes?]. Os praticantes do Falun Gong na China passaram, desde então, a estar sujeitos a uma ampla gama de abusos aos seus direitos humanos: as prisões extrajudiciais, de praticantes são estimadas em centenas de milhares e os detidos são sujeitados a trabalhos forçados, abuso psiquiátrico, tortura e outros métodos coercivos de reforma do pensamento nas mãos das autoridades chinesas. A partir de 2009, grupos de direitos humanos estimaram que pelo menos 2 mil praticantes do Falun Gong morreram como resultado de abusos sob custódia. Em 2021, alguns peritos das Nações Unidas em matéria de direitos humanos declararam estar extremamente alarmados com os relatos de alegadas "extração de órgãos" contra minorias, incluindo praticantes de Falun Gong, uigures, tibetanos, muçulmanos e cristãos, detidos na China. Ao longo dos anos, desde que a perseguição começou, os praticantes do Falun Gong se tornaram ativos na defesa dos direitos humanos fundamentais na China.
O Falun Gong está ligado a uma variedade de organizações de divulgação nos Estados Unidos e noutros países, incluindo o grupo de dança Shen Yun. Alguns praticantes trabalham no Epoch Media Group, que é conhecido pelas suas subsidiárias New Tang Dynasty Television e o jornal The Epoch Times.
O fundador do Falun Gong, Li Hongzhi, vive em Nova York desde 1996 e o Falun Gong tem apresentado uma considerável difusão global. Dentro da China, as estimativas sugerem que dezenas de milhões praticam o Falun Gong, apesar da perseguição. Estima-se que centenas de milhares de pessoas pratiquem o Falun Gong fora da China em mais de 70 países ao redor do mundo.

## Origens
Falun Gong é mais frequentemente identificado como um movimento de qigong na China. Qigong é um termo moderno que se refere a variedade de práticas que envolve movimentos lentos, meditação e regulação da respiração. Tipos de exercício de qigong tem sido historicamente praticado por monges Budistas, Artes Marciais Taoístas e estudiosos confucionistas como um meio de refinamento espiritual, moral e físico.
O movimento moderno de qigong surgiu no início da década de 1950, quando os quadros comunistas adotaram as técnicas como forma de melhorar a saúde. O novo termo foi construído para evitar a associação com práticas religiosas, que eram propensas a serem rotuladas como "superstição feudal" e perseguidas durante a era Maoista. Os primeiros adeptos do qigong evitavam suas implicações religiosas e consideravam o qigong principalmente como um ramo da Medicina tradicional chinesa. No final dos anos 1970, os cientistas chineses pretendiam ter descoberto a existência material da energia qi que o qigong busca explorar. No vácuo espiritual da era pós-Mao, dezenas de milhões de cidadãos chineses, na sua maioria urbanos e idosos, praticavam o qigong, e uma variedade de mestres de qigong carismáticos estabeleceram práticas. Ao mesmo tempo, mais de 2 000 disciplinas de qigong estavam sendo ensinadas. A Sociedade de Pesquisa Científica Qigong da China (CQRS) foi criada em 1985 para supervisionar e administrar o movimento.
Em 13 de maio de 1992, Li Hongzhi deu seu primeiro seminário público sobre o Falun Gong (alternativamente chamado de Falun Dafa) na Cidade chinesa do Nordeste de Changchun. Em sua hagiográfica biografia espiritual, Li Hongzhi teria sido ensinado em modos de "prática de cultivo" por vários mestres das tradições Budista e Taoista, incluindo Quan Jue, o décimo herdeiro da Grande Lei da Escola Buda, e um mestre da Escola da Grande Via com o codinome taoísta de "verdadeiro taoísta" das Montanhas de Changbai. Dizem que o Falun Dafa é o resultado de sua reorganização e da escrita dos ensinamentos que lhe foram transmitidos.
Li apresentou o Falun Gong como parte de uma "tradição secular de cultivo", e de fato procurou reviver os elementos religiosos e espirituais da prática de qigong que haviam sido descartados na primeira era comunista. David Palmer escreve que Li "redefiniu seu método como tendo objetivos totalmente diferentes do qigong: o propósito da prática não deveria ser a saúde física nem o desenvolvimento de poderes extraordinários, mas purificar o coração e alcançar a salvação espiritual".
O Falun Gong é distinto das outras escolas de qigong, em que seus ensinamentos cobrem uma ampla gama de tópicos espirituais e metafísicos, colocando ênfase na moralidade e virtude e elaborando uma cosmologia completa. A prática se identifica com a Escola Budista (Fojia) mas também se baseia em conceitos e linguagem encontrados no taoísmo e no confucionismo. Isso levou alguns estudiosos a rotularem a prática como uma fé sincrética.

## Crenças e práticas

### Princípios centrais

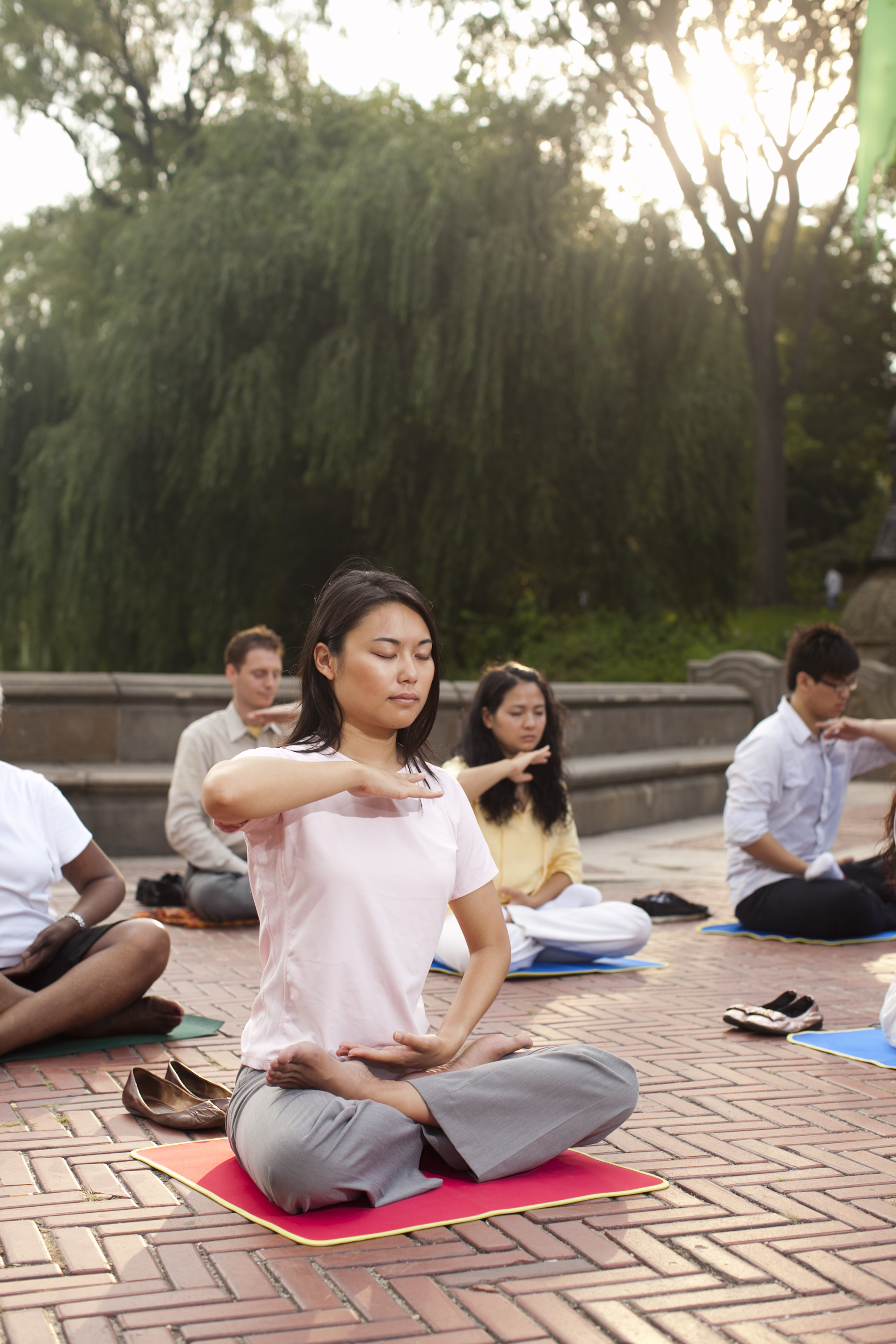
Adeptos do Falun Gong praticam o quinto exercício, uma meditação, em Manhattan, Nova York, Estados Unidos

O Falun Gong aspira capacitar o praticante a ascender espiritualmente através da retidão moral e da prática de exercícios e meditação. Os três princípios centrais da crença são a Verdade (真, Zhēn), Compaixão (善, Shàn), e Tolerância (忍, Rěn). Juntos, esses princípios são considerados como a natureza fundamental do cosmos, os critérios para diferenciar o certo do errado, e são considerados as mais elevadas manifestações do Tao, ou Dharma Budista. Aderir a essas virtudes e cultivá-las é considerado uma parte fundamental da prática do Falun Gong. No Zhuan Falun (转法轮), texto fundacional publicado em 1995, Li Hongzhi escreve: "Não importa como o padrão moral da humanidade mude; ... A natureza do cosmos não muda, e é o único padrão para determinar quem é bom e quem é mau. Então para ser um cultivador, você tem que tomar a natureza do cosmos como seu guia para melhorar a si mesmo".
A prática do Falun Gong consiste em dois aspectos: prática dos exercícios e refinamento do "xinxing" (caráter, temperamento). No texto central do Falun Gong, Li afirma que o xinxing "inclui virtude (que é um tipo de matéria), inclui paciência, inclui despertar para as coisas, inclui desistir das coisas - abandonar todos os desejos e todos os apegos encontrados em uma pessoa comum - e você também tem que suportar as dificuldades, etc.". A elevação do caráter de uma pessoa é alcançado, por um lado, assimilando a vida com verdade, compaixão e tolerância; e, por outro lado, abandonando desejos e "pensamentos e comportamentos negativos, como ganância, ganhos, luxúria, desejos, matança, competição, roubo, mentira, inveja etc.".
Entre os conceitos centrais encontrados nos ensinamentos do Falun Gong encontra-se a 'Virtude'(德) e 'Carma' (業, Yè). Virtude é gerada através de boas ações e sofrimentos, enquanto Carma é acumulado através de ações erradas. Diz-se que a proporção de carma em relação à virtude de uma pessoa determina sua fortuna nesta vida ou na próxima. Enquanto a virtude gera boa sorte e possibilita a transformação espiritual, um acúmulo de carma resulta em sofrimento, doença e alienação da natureza do universo. A elevação espiritual é alcançada através da eliminação do Carma e do acúmulo de Virtude. Os praticantes acreditam que, através de um processo de cultivo moral, é possível alcançar o Tao e obter poderes especiais e um nível de divindade.
Os ensinamentos do Falun Gong afirmam que os seres humanos são originalmente e inatamente bons, até mesmo divinos, mas que eles desceram para um reino de ilusão e sofrimento depois de desenvolver o egoísmo e acumular Carma. A prática afirma que a reencarnação existe e que os processos de reencarnação de pessoas diferentes são supervisionados por diferentes deuses. Para reascender e retornar ao "ser original e verdadeiro", os praticantes do Falun Gong devem assimilar-se às qualidades de verdade, compaixão e tolerância, deixar de lado os "apegos e desejos" e sofrer para recompensar o Carma. O objetivo final da prática é a iluminação ou a perfeição espiritual (yuanman), e a libertação do ciclo de reencarnação, conhecido na tradição budista como samsara.
O pensamento cultural chinês tradicional e a modernidade estão inclusos nos ensinamentos de Li Hongzhi. O Falun Gong ecoa as crenças tradicionais chinesas de que os humanos estão conectados ao universo através da mente e do corpo, e Li busca desafiar as "mentalidades convencionais", relativas à natureza e gênese do universo, do tempo-espaço e do corpo humano. A prática baseia-se no misticismo do leste asiático e na medicina tradicional chinesa, critica os limites supostamente autoimpostos da ciência moderna, especialmente a evolução, e vê a ciência tradicional chinesa como um sistema ontológico inteiramente diferente, mas igualmente válido.

### Exercícios

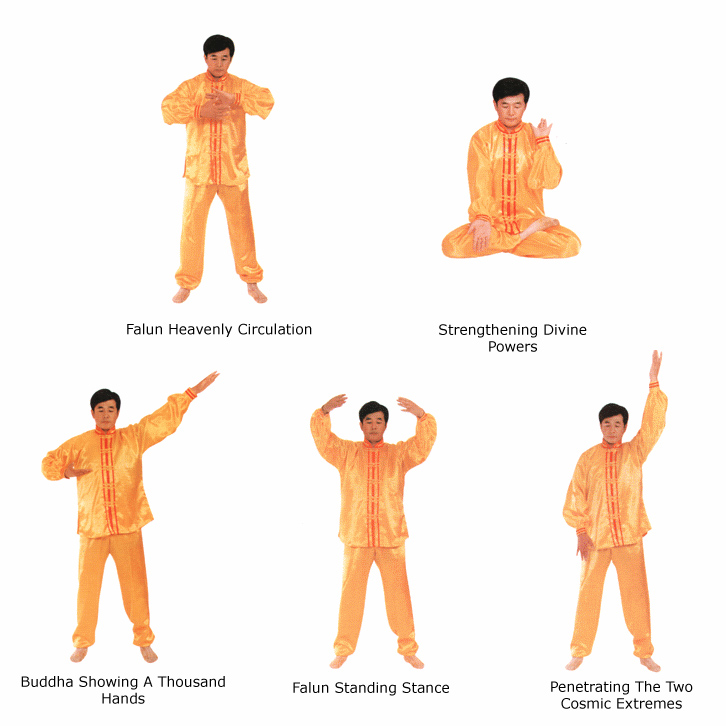
Os cinco exercícios do Falun Gong

Além de sua filosofia moral, o Falun Gong consiste em quatro exercícios em pé e uma meditação. Os exercícios são considerados secundários à elevação moral, embora ainda sejam um componente essencial da prática de cultivo do Falun Gong.
O primeiro exercício, chamados de "Buda mostrando as mil mãos", destina-se a facilitar o livre fluxo de energia através do corpo e a abrir os meridianos. O segundo exercício, "Postura parada Falun", envolve a realização de quatro posições paradas - cada uma das quais se parece com segurar uma roda - por um longo período. O objetivo deste exercício é "aumentar a sabedoria, aumentar a força, elevar o nível de uma pessoa e fortalecer os poderes divinos". O terceiro, "Penetrando os extremos cósmicos", envolve movimentos, que visam permitir a expulsão de energia má (por exemplo, qi patogênico ou preto) e a absorção de energia boa, no corpo. Através da prática deste exercício, o praticante aspira limpar e purificar o corpo. O quarto exercício, "Circulação celestial Falun", procura circular livremente a energia por todo o corpo. Diferentemente do primeiro ao quarto exercício, o quinto exercício é realizado em posição sentada, com as pernas cruzadas, em lótus. Chamado de "Reforçando poderes sobrenaturais", é uma meditação que deve ser mantida o maior tempo possível.
Os exercícios do Falun Gong podem ser praticados individualmente ou em grupos, e podem ser realizados por períodos variáveis de tempo de acordo com as necessidades e habilidades do praticante individual. Porter escreve que os praticantes do Falun Gong são encorajados a ler os livros do Falun Gong e a praticar seus exercícios regularmente, de preferência diariamente. Os exercícios do Falun Gong são praticados em grupos em parques, campi universitários e outros espaços públicos em mais de 70 países em todo o mundo, e são ministrados gratuitamente por voluntários. Além dos cinco exercícios, em 2001, outra atividade de meditação foi introduzida, chamada de "enviar pensamentos retos", que visa reduzir a perseguição no plano espiritual.
Um estudo piloto envolvendo perfis genômicos de seis praticantes do Falun Dafa indicou que, "mudanças na expressão dos genes de praticantes do Falun Gong em contraste com controles saudáveis normais foram caracterizadas por imunidade aumentada, regulação negativa do metabolismo celular e alteração de genes apoptóticos em favor de uma rápida resolução da inflamação".
Além da melhoria da saúde física, muitos sistemas de meditação budista e taoísta aspiram transformar o corpo físico e cultivar uma variedade de capacidades sobrenaturais (shentong), como telepatia e visão divina. Discussões de habilidades sobrenaturais também aparecem proeminentemente dentro do movimento do qigong, e a existência dessas habilidades ganhou aceitação na comunidade científica chinesa nas décadas de 1980. Os ensinamentos do Falun Gong sustentam que os praticantes podem adquirir habilidades sobrenaturais através de uma combinação de cultivo moral, meditação e exercícios. Estes incluem - mas não estão limitados a - precognição, clariaudiência, telepatia e visão divina (através da abertura do terceiro olho ou olho celestial). No entanto, o Falun Gong enfatiza que esses poderes só podem ser desenvolvidos como resultado da prática moral, e não devem ser perseguidos ou exibidos casualmente. De acordo com David Ownby, o Falun Gong ensina que "o orgulho das habilidades de alguém, ou o desejo de se exibir, são sinais de apegos perigosos", e Li adverte seus seguidores a não se distraírem com a busca de tais poderes.

### Práticas sociais

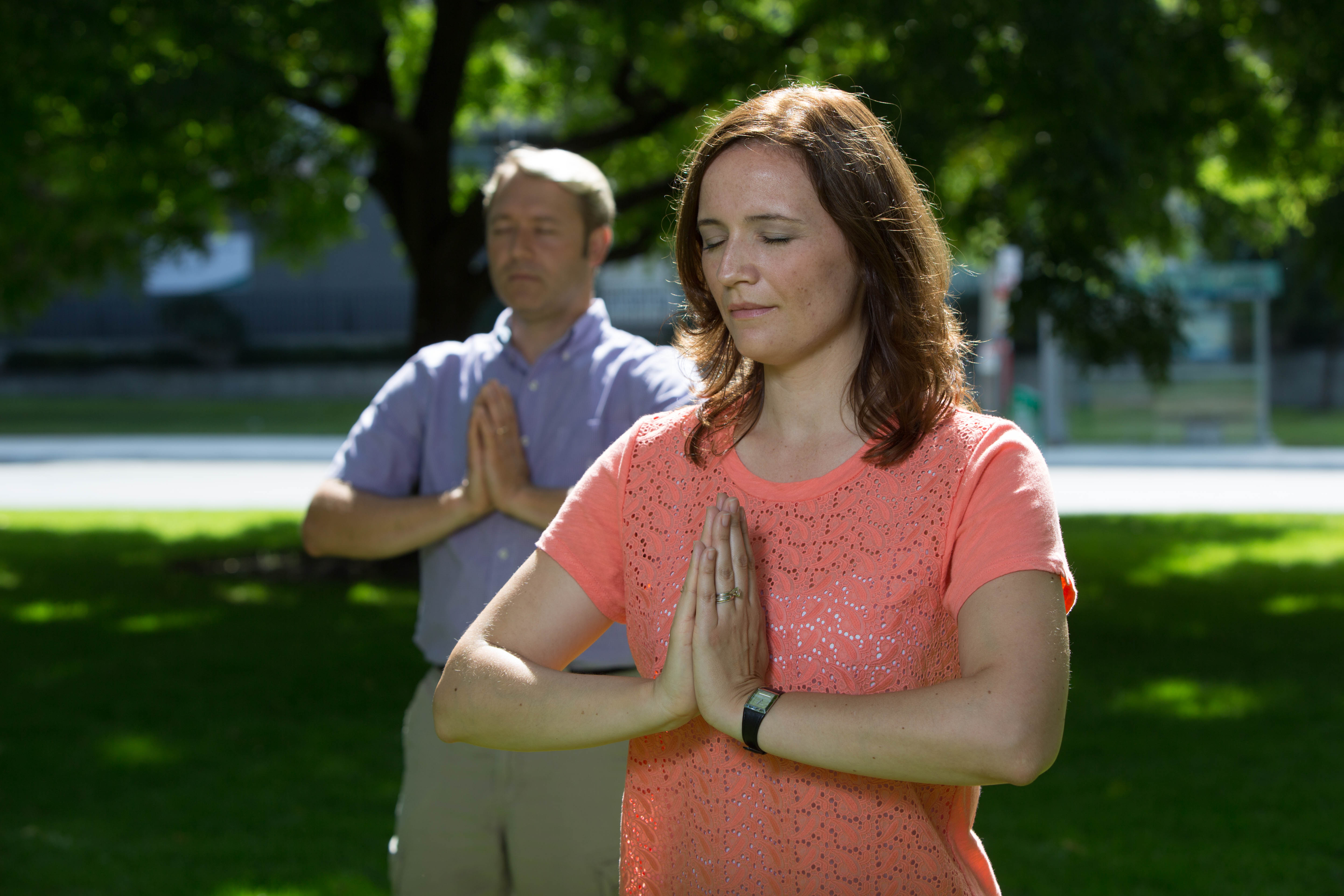
Praticantes de Falun Gong praticando o terceiro exercício em Toronto

Falun Gong se diferencia das tradições budistas monásticas colocando muita importância em participar do mundo secular. Praticantes de Falun Gong precisam manter empregos regulares e vidas familiares, cumprir as leis de seus respectivos governos, e são instruídos a não se distanciar da sociedade. Uma exceção é feita para monges e monjas budistas, que podem continuar um estilo de vida monástico enquanto praticam Falun Gong.
Como parte de sua ênfase em comportamento ético, os ensinamentos de Falun Gong estabelecem uma moralidade pessoal rigorosa para seus praticantes. Espera-se que eles ajam de maneira honesta, façam boas obras, e se comportem com paciência e tolerância quando encontrarem dificuldades. Por exemplo, Li estipula que um praticante de Falun Gong não deve "revidar quando for atacado ou responder quando for insultado". Além disso, eles devem "abandonar pensamentos e comportamentos negativos", tais como ganância, fraude, inveja, etc. Os ensinamentos possuem restrições contra o fumo e contra o consumo de álcool, pois são considerados vícios que são prejudiciais para a saúde e para a clareza mental. Praticantes de Falun Gong são proibidos de matar coisas vivas — incluindo animais para o propósito de obter comida — embora não seja necessária adotar uma dieta vegetariana.
Além disso, praticantes de Falun Gong devem abandonar diversos apegos e desejos mundanos. No caminho da prática de cultivo, o estudante de Falun Gong tem como objetivo renunciar a busca pela fama, ganhos financeiros, sentimentalismo, e outros empecilhos. Os ensinamentos de Li enfatizam repetidamente o vazio das buscas materiais; embora praticantes do Falun Gong não sejam incentivados a abandonarem seus trabalhos ou dinheiro, espera-se que seja abandonado os apegos psicológicos a essas coisas. De forma similar, desejo sexual e luxúria são tratados como apegos a serem descartados, mas estudantes de Falun Gong em geral devem casar e ter famílias. Todos os relacionamentos sexuais fora dos limites de um casamento heterossexual monogâmico são considerados imorais. Embora gays e lésbicas possam praticar Falun Gong, é dito que conduta homossexual gera karma, e consequentemente é vista como incompatível com os objetivos da prática.
A cosmologia de Falun Gong inclui a crença que cada uma das diferentes etnicidades possuem um paraíso correspondente e que indivíduos de raça mista perdem algum aspecto dessa conexão. Apesar disto, Li afirma que ser de raça mista não afeta a alma de uma pessoa, nem dificulta sua habilidade de praticar o cultivo. A prática não tem nenhuma posição formal conta casamentos interraciais, e muitos praticantes de Falun Gong tem filhos interraciais.
A doutrina de Falun Gong aconselha não participar de problemas políticos ou sociais. Interesse excessivo em política é visto como um apego à influência e poder mundano, e Falun Gong tem como objetivo a transcendência desse tipo de busca. De acordo com Hu Ping, "Falun Gong lida somente com a purificação do indivíduo pela prática de exercício, e não toca em preocupações nacionais ou sociais. Não é sugerido ou insinuado um modelo para mudança social. Muitas religiões ... buscam reforma social até certo ponto ... mas não é evidente tal tendência em Falun Gong".

### Textos
O primeiro livro dos ensinamentos do Falun Gong foi publicado em abril de 1993. Chamado Falun Gong da China, ou simplesmente Falun Gong, é um texto introdutório que discute qigong, a relação do Falun Gong com o budismo, os princípios da prática de cultivo e a melhoria do caráter moral (xinxing). O livro também fornece ilustrações e explicações dos exercícios e meditação.
O corpo principal dos ensinamentos é articulado no livro Zhuan Falun, publicado em chinês em janeiro de 1995. O livro é dividido em nove "palestras", e foi baseado em transcrições editadas das palestras que Li fez em toda a China no precedente de três anos. Os textos do Falun Gong já foram traduzidos para outros 40 idiomas. Além desses textos centrais, Li publicou vários livros, palestras, artigos, livros de poesia, que são disponibilizados nos sites do Falun Gong.
Os ensinamentos do Falun Gong usam numerosos termos religiosos e filosóficos chineses não traduzidos e fazem frequente alusão a personagens e incidentes na literatura popular chinesa e conceitos extraídos da Religião tradicional chinesa. Isso, juntamente com o estilo de tradução literal dos textos, que imitam o estilo coloquial dos discursos de Li, pode dificultar a abordagem das escrituras do Falun Gong para os ocidentais.

### Símbolos
O símbolo principal da prática é o Falun (Roda do Darma, ou Dharmacakra em sânscrito). No budismo, o Dharmacakra representa a completude da doutrina. "Girar a roda do Darma" (Zhuan Falun) significa pregar a doutrina budista, e é o título da principal obra do Falun Gong. Apesar de evocar a linguagem e os símbolos budistas, a roda da lei, conforme entendida no Falun Gong, tem conotações distintas e é considerada como uma representação do universo. É constituída por um emblema composto por uma suástica grande e quatro pequenas (no sentido anti-horário), representando o Buda, e quatro pequenos símbolos Taiji (yin-yang) da tradição taoísta.

### Período final do Darma
Li situa seu ensinamento do Falun Gong em meio ao "período final do Darma" (Mo Fa, 末法), descrito nas escrituras budistas como uma era de declínio moral, quando os ensinamentos do budismo precisariam ser retificados. A era atual é descrita nos ensinamentos do Falun Gong como o período de "retificação do Fa" (zhengfa, que também pode ser traduzido como "corrigir o darma"), um tempo de transição cósmica e renovação. O processo de retificação do Fa é necessário por causa do declínio moral e degeneração da vida no universo, e no contexto pós-1999, a perseguição ao Falun Gong pelo governo chinês está sendo vista como um sintoma tangível dessa decadência moral. Através do processo de retificação do Fa, a vida será reordenada de acordo com a qualidade moral e espiritual de cada um, com pessoas boas sendo salvas e ascendendo a planos espirituais mais elevados, e pessoas más sendo eliminadas ou rebaixadas. Nesse paradigma, Li assume o papel de retificar o Darma ao divulgá-lo através de seus ensinamentos morais.
Alguns acadêmicos, como por exemplo Maria Hsia Chang e Susan Palmer, descreveram a retórica de Li sobre a "retificação do Fa" e proporcionar salvação no "período final da última destruição" como algo apocalíptico. No entanto, Benjamin Penny, professor de história na Universidade Nacional da Austrália, argumenta que os ensinamentos de Li são compreendidos melhor no contexto de uma "noção budista de ciclo do Darma ou da lei budista". Richard Gunde observa que, ao contrário dos grupos apocalípticos no Ocidente, Falun Gong não se concentra na morte ou no fim do mundo e, em vez disso, "tem uma mensagem simples, ética e inócua". Li Hongzhi não fala sobre um "período de avaliação", e rejeitou previsões de um apocalipse iminente em seus ensinamentos.

### Ensinamentos sobre raça
Li Hongzhi ensina que alienígenas estão promovendo a mistura de raças como parte de um plano de dominação da humanidade. Em sua conferência na Suíça em 1998, Li ensinou a seus seguidores que:
| “ | A maneira que os extraterrestres utilizam para que os humanos rompam com os Deuses e deixem de ser protegidos é misturar as raças, fazendo assim com que os seres humanos se tornem seres sem raízes, justamente igual às plantas híbridas que o homem produz hoje em dia. Os habitantes da América do Sul, os da América Central, os mexicanos e algumas pessoas no sudeste da Ásia - todas essas raças foram misturadas. Nada disso escapa dos olhos dos Deuses. Os extraterrestres fizeram preparativos extensos para se apoderarem dos seres humanos. | ” |

## Categorização
O Falun Gong é uma disciplina multifacetada que significa coisas diferentes para pessoas diferentes, variando de um conjunto de exercícios físicos para a obtenção de melhor saúde e uma práxis de autotransformação, para uma filosofia moral e um novo sistema de conhecimento. Estudiosos e jornalistas adotaram uma variedade de termos e classificações na descrição do Falun Gong, alguns deles mais precisos que outros.
No contexto cultural da China, o Falun Gong é geralmente descrito como um sistema de qigong, ou um tipo de "prática de cultivo" ("xiulian"). Cultivo é um termo chinês que descreve o processo pelo qual um indivíduo busca a perfeição espiritual, muitas vezes através do condicionamento físico e moral. Variedades de práticas de cultivo são encontradas ao longo da história chinesa, abrangendo tradições budistas, taoístas e confucionistas. Benjamin Penny, escreve "a melhor maneira de descrever o Falun Gong é como um sistema de cultivo. Sistemas de cultivo têm sido uma característica da vida chinesa há pelo menos 2 500 anos." As práticas de qigong também podem ser entendidas como parte de uma tradição mais ampla de "prática de cultivo".
No Ocidente, o Falun Gong é frequentemente classificado como uma religião com base em seus ensinamentos teológicos e morais, suas preocupações com o cultivo espiritual e transformação, e seu extenso corpo de escritura. Grupos de direitos humanos informam sobre a perseguição ao Falun Gong como uma violação da liberdade religiosa, e em 2001, o Falun Gong recebeu um Prêmio de Liberdade Religiosa Internacional da Freedom House. Os próprios praticantes do Falun Gong, algumas vezes, rejeitaram essa classificação. Essa rejeição reflete a definição relativamente estreita de "religião" ("zongjiao") na China contemporânea. De acordo com David Ownby, a religião na China foi definida desde 1912 para se referir às "crenças históricas mundiais" que têm "instituições, clero e tradições textuais bem desenvolvidas" - como budismo, taoísmo, islamismo, protestantismo e catolicismo. O Falun Gong carece dessas características, não tendo templos, rituais de adoração, clero ou hierarquia formal. Além disso, se o Falun Gong tivesse se descrito como uma religião na China, provavelmente teria convidado a supressão imediata. Apesar dessas circunstâncias históricas e culturais, a prática tem sido frequentemente descrita como uma forma de religião chinesa.
Embora seja frequentemente referido como tal na literatura jornalística, o Falun Gong não satisfaz a definição de uma "seita" ou "culto". Uma seita é geralmente definida como um ramo ou denominação de um sistema de crença estabelecido ou igreja tradicional. Embora o Falun Gong se baseie nas ideias e na terminologia budista e taoísta, ele não reivindica nenhuma relação direta ou conexão de linhagem com essas religiões. Sociólogos consideram as seitas como grupos exclusivos que existem dentro de limites claramente definidos, com padrões rigorosos de admissão e lealdades rígidas. No entanto, como observado por Noah Porter, o Falun Gong não compartilha essas qualidades: ele não tem limites claramente definidos, e qualquer um pode praticá-lo. Cheris Shun-ching Chan igualmente escreve que o Falun Gong “não é categoricamente uma seita": seus praticantes não cortam laços com a sociedade secular, é "vagamente estruturado com membros influentes e tolerantes com outras organizações e crenças", e é mais preocupado com o culto pessoal, em vez de coletivo.

## Organização
Por uma questão de doutrina significância, o Falun Gong pretende ser "sem forma", tendo pouca ou nenhuma organização material ou formal. Praticantes do Falun Gong não podem cobrar dinheiro ou cobrar taxas, realizar curas ou ensinar ou interpretar doutrinas para outros. Não há administradores ou funcionários dentro da prática, nenhum sistema de associação e nenhuma igreja ou local físico de adoração. Na ausência de rituais de associação ou iniciação, os praticantes do Falun Gong podem ser qualquer um que escolha se identificar como tal. Os alunos são livres para participar da prática e seguir seus ensinamentos tanto ou quanto quiserem, e os praticantes não instruem os outros sobre o que acreditar ou como se comportar.
A autoridade espiritual é investida exclusivamente nos ensinamentos do fundador Li Hongzhi. Mas, organizacionalmente, o Falun Gong é descentralizado e as agências e assistentes locais não têm privilégios, autoridade ou títulos especiais. Voluntários "assistentes" ou "pessoas de contato" não detêm autoridade sobre outros praticantes, independentemente de quanto tempo praticaram o Falun Gong. A autoridade espiritual de Li dentro da prática é absoluta, mas a organização do Falun Gong trabalha contra o controle totalista, e Li não intervém na vida pessoal dos praticantes. Os praticantes do Falun Gong têm pouco ou nenhum contato com Li, exceto através do estudo de seus ensinamentos. Não há hierarquia no Falun Gong para reforçar a ortodoxia, e pouca ou nenhuma ênfase é dada à disciplina dogmática; a única coisa enfatizada é a necessidade de um comportamento moral estrito, segundo Craig Burgdoff, professor de estudos religiosos.
Na medida em que a organização é alcançada no Falun Gong, ela é realizada por meio de uma comunidade on-line global, em rede e amplamente virtual. Em particular, comunicações eletrônicas, listas de e-mail e uma coleção de sites são os principais meios de coordenar atividades e disseminar os ensinamentos de Li Hongzhi.
Fora da China continental, existe uma rede de 'pessoas de contato' voluntárias, associações regionais do Falun Dafa e clubes universitários em aproximadamente 80 países. Os ensinamentos de Li Hongzhi são principalmente disseminados pela Internet. Na maioria das cidades de médio a grande porte, os praticantes do Falun Gong organizam regularmente sessões de meditação em grupo ou de estudo nas quais praticam exercícios do Falun Gong e leem os escritos de Li Hongzhi. As sessões de exercício e meditação são descritas como grupos informais de praticantes que se reúnem em parques públicos - geralmente de manhã - por uma a duas horas. As sessões de estudo em grupo geralmente acontecem à noite em residências particulares ou em salas de aula da universidade ou do ensino médio e são descritas por David Ownby como "a coisa mais próxima de uma experiência congregacional regular" que o Falun Gong oferece. Indivíduos que estão muito ocupados, isolados ou que simplesmente preferem a solidão podem optar por praticar em particular. Quando há despesas a serem cobertas (por exemplo, para o aluguel de instalações para conferências de larga escala), os custos são suportados por membros individuais autodenominados e relativamente afluentes da comunidade.

### Organização dentro da China

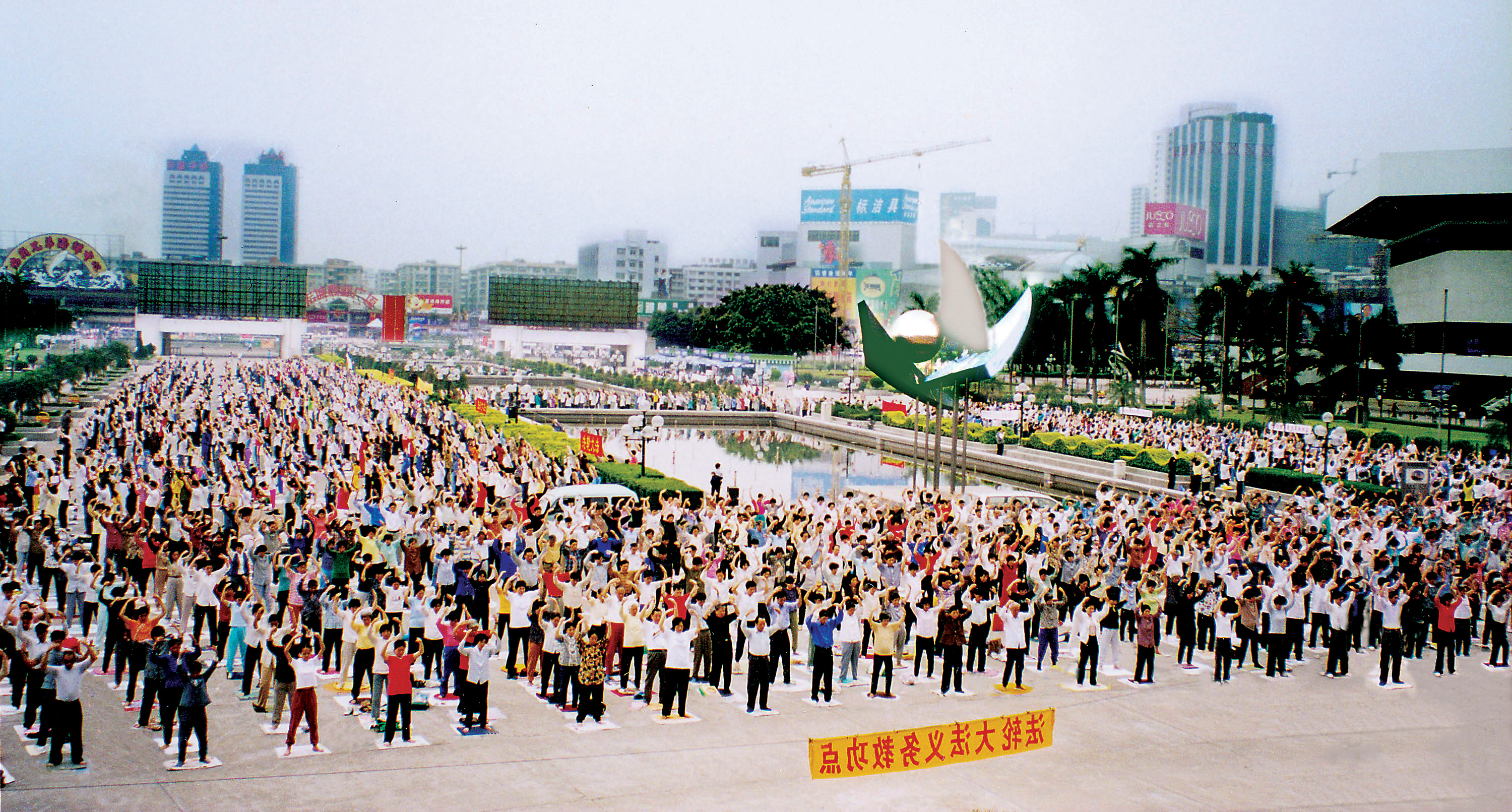
Exercícios matinais do Falun Dafa, em Guangzhou.

Em 1993, a Sociedade de Pesquisa do Falun Dafa, com sede em Pequim, foi aceita como um ramo da Sociedade de Pesquisa Qigong da China (SPQC), que supervisionou a administração das várias escolas de qigong do país e patrocinou atividades e seminários. De acordo com as exigências da SPQC, o Falun Gong foi organizado em uma rede nacional de centros de assistência, "estações principais", "agências", "estações de orientação" e locais de prática locais, espelhando a estrutura da sociedade de qigong ou até mesmo do próprio partido comunista. Os assistentes do Falun Gong eram voluntários auto selecionados que ensinavam os exercícios, organizavam eventos e divulgavam novas publicações de Li Hongzhi. A Sociedade de Pesquisa do Falun Dafa forneceu conselhos aos estudantes sobre técnicas de meditação, serviços de tradução e coordenação para a prática em todo o país.
Após sua saída do SPQC em 1996, o Falun Gong foi submetido a um exame minucioso das autoridades e respondeu adotando uma estrutura organizacional mais descentralizada e flexível. Em 1997, a Sociedade de Pesquisa do Falun Dafa foi formalmente dissolvida, juntamente com as "principais estações" regionais. No entanto, os praticantes continuaram a se organizar em níveis locais, estando conectados por meio de comunicações eletrônicas, redes interpessoais e locais de exercícios em grupo. Tanto fontes do Falun Gong quanto fontes do governo chinês alegaram que havia cerca de 1 900 "estações de orientação" e 28 263 locais de prática regionais do Falun Gong em todo o país até 1999, embora discordem sobre a extensão da coordenação vertical entre essas unidades organizacionais. Em resposta à perseguição que começou em 1999, o Falun Gong foi conduzido à clandestinidade, a estrutura organizacional cresceu ainda mais informalmente dentro da China, e a internet tomou o meio principal de conectar praticantes.
Após a perseguição ao Falun Gong em 1999, as autoridades chinesas procuraram retratar o Falun Gong como uma organização hierárquica e bem financiada. James Tong escreve que era do interesse do governo retratar o Falun Gong como altamente organizado para justificar sua repressão ao grupo: "Quanto mais organizado pudesse ser o Falun Gong, mais justificável seria a repressão à prática pelo regime". Ele concluiu que as alegações do partido comunista chinês carece de "evidências substanciais internas e externas" e que, apesar das prisões e escrutínio, as autoridades nunca "rebateram credivelmente as refutações do Falun Gong".

## História dentro da China

### 1992–1996
Li Hongzhi apresentou o Falun Gong ao público em 13 de maio de 1992, na província de Changchun, Jilin. Vários meses depois, em setembro de 1992, o Falun Gong foi admitido como um ramo do qigong sob a administração da Sociedade Estatal de Pesquisa Científica Qigong da China (CQRS). Li foi reconhecido como um mestre de qigong e foi autorizado a ensinar sua prática em todo o país. Como muitos mestres de qigong da época, Li visitou grandes cidades na China de 1992 a 1994 para ensinar a prática. Ele recebeu vários prêmios das organizações governamentais da República Popular da China.
De acordo com David Ownby, professor de História e diretor do Centro de Estudos do Leste Asiático da Université de Montréal, Li tornou-se uma "estrela instantânea do movimento de qigong", e o Falun Gong foi adotado pelo governo como um meio eficaz de reduzir os custos de saúde, promover a cultura chinesa e melhorar a moralidade pública. Em dezembro de 1992, por exemplo, Li e vários estudantes do Falun Gong participaram da Asian Health Expo em Pequim, onde ele teria "recebido o maior elogio [de qualquer escola de qigong] na feira e alcançado ótimos resultados terapêuticos", segundo o organizador da feira. O evento ajudou a consolidar a popularidade de Li e, com as reportagens jornalísticas, os poderes de cura do Falun Gong se espalharam. Em 1993, uma publicação do Ministério da Segurança Pública louvou Li por "promover as virtudes tradicionais de combate ao crime do povo chinês, salvaguardar a ordem social e a segurança e promover a retidão na sociedade".
O Falun Gong diferenciou-se de outros grupos de "qigong" em sua ênfase na moralidade, no baixo custo e nos benefícios para a saúde. Ele se espalhou rapidamente através do boca-a-boca, atraindo uma ampla gama de praticantes de todas as esferas da vida, incluindo numerosos membros do Partido Comunista Chinês.
De 1992 a 1994, Li cobrava taxas pelos seminários que estava dando em toda a China, embora as taxas fossem consideravelmente mais baixas do que as das práticas de qigong concorrentes, e as associações de qigong locais recebiam uma parte substancial. Li justificou as taxas como sendo necessárias para cobrir os custos de viagem e outras despesas, e em algumas ocasiões, ele doou o dinheiro ganho para causas de caridade. Em 1994, Li deixou de cobrar taxas, estipulando que o Falun Gong sempre deveria ser ensinado gratuitamente, e seus ensinamentos eram disponibilizados gratuitamente (inclusive online). Embora alguns observadores acreditem que Li continuou a ganhar uma renda substancial através da venda de livros do Falun Gong, outros contestam isso, observando que a maioria dos livros do Falun Gong em circulação eram cópias piratas.
Com a publicação dos livros Falun Gong e Zhuan Falun, Li tornou seus ensinamentos mais acessíveis. "Zhuan Falun", publicado em janeiro de 1995 em uma cerimônia de inauguração realizada no auditório do Ministério de Segurança Pública, tornou-se um best-seller na China.
Em 1995, as autoridades chinesas começaram a procurar o Falun Gong para solidificar sua estrutura organizacional e seus laços com o Estado-partidário. Li foi abordado pelo Comitê Nacional de Esportes da China, Ministério da Saúde Pública, e pela Associação de Pesquisa Científica Qigong da China (CQRS) para estabelecer conjuntamente uma associação do Falun Gong. Li recusou a oferta. No mesmo ano, o CQRS emitiu um novo regulamento determinando que todas as denominações de qigong estabelecessem uma ramificação do Partido Comunista. Li novamente recusou.
As tensões continuaram a aumentar entre Li e o CQRS em 1996. Devido ao aumento da popularidade do Falun Gong, uma grande parte da qual foi atribuída ao seu baixo custo, os mestres competidores de 'qigong' acusaram Li de subjugá-los. De acordo com Schechter, a sociedade "qigong", sob a qual Li e outros mestres de "qigong" pertenciam, pediu a Li que aumentasse sua taxa de matrícula, mas Li enfatizou a necessidade de que os ensinamentos fossem gratuitos.
Em março de 1996, em resposta a divergências crescentes, o Falun Gong retirou-se do CQRS, após o qual operou fora da sanção oficial do estado. Representantes do Falun Gong tentaram se registrar com outras entidades governamentais, mas foram rejeitados. Li e Falun Gong estavam fora do circuito de relações pessoais e trocas financeiras através das quais os mestres e suas organizações de 'qigong' podiam encontrar um lugar dentro do sistema de estado, e também das proteções que isso proporcionava.

### 1996–1999
A saída do Falun Gong do CQRS, administrado pelo estado, correspondeu a uma mudança mais ampla nas atitudes do governo em relação às práticas de qigong. À medida que os detratores do qigong no governo se tornaram mais influentes, as autoridades começaram a tentar conter o crescimento e a influência desses grupos, alguns dos quais acumularam dezenas de milhões de seguidores. Em meados da década de 1990, a mídia estatal começou a publicar artigos críticos do qigong.
O Falun Gong foi inicialmente protegido das crescentes críticas, mas após sua retirada do CQRS em março de 1996, perdeu essa proteção. Em 17 de junho de 1996, o "Guangming Daily", um jornal estatal influente, publicou uma polêmica contra o Falun Gong na qual seu texto central, "Zhuan Falun", era descrito como um exemplo de "superstição feudal". O autor escreveu que a história da humanidade é uma "luta entre ciência e superstição", e pediu às editoras chinesas que não imprimam "livros pseudocientíficos de vigaristas". O artigo foi seguido por pelo menos mais vinte jornais em todo o país. Pouco depois, no dia 24 de julho, o Departamento Central de Propaganda proibiu toda publicação de livros do Falun Gong (embora a proibição não fosse consistentemente aplicada). A Associação Budista da China, administrada pelo Estado, também começou a criticar o Falun Gong, pedindo aos budistas leigos que não adotassem a prática.
Os eventos foram um importante desafio para o Falun Gong, e os praticantes não levaram levemente. Milhares de seguidores do Falun Gong escreveram ao "Guangming Daily" e ao CQRS reclamando contra as medidas, alegando que violaram a diretriz de 1982 do "Triplo Não" de Hu Yaobang, que proibia a mídia de encorajar ou criticando as práticas de qigong. Em outros casos, praticantes do Falun Gong realizaram manifestações pacíficas fora da mídia ou em escritórios do governo local para solicitar retratações da cobertura injusta.
As polêmicas contra o Falun Gong fizeram parte de um movimento maior de oposição às organizações de qigong nos meios de comunicação estatais. Embora o Falun Gong não tenha sido o único alvo da crítica da mídia, nem o único grupo a protestar, a resposta deles foi a mais mobilizada e firme. Muitos dos protestos do Falun Gong contra retratos negativos da mídia foram bem-sucedidos, resultando na retirada de várias matérias de jornal críticas à prática. Isso contribuiu para a crença dos praticantes de que as alegações da mídia contra eles eram falsas ou exageradas, e que sua postura era justificável.
Em junho de 1998, He Zuoxiu, um crítico aberto de qigong e feroz defensor do marxismo, apareceu em um talk show na televisão de Pequim e abertamente desdenhou grupos de qigong, fazendo menção particular ao Falun Gong. Os praticantes do Falun Gong responderam com protestos pacíficos e pressionando a estação por uma retratação. O repórter responsável pelo programa teria sido demitido, e um programa favorável ao Falun Gong foi ao ar vários dias depois. Os praticantes do Falun Gong também fizeram manifestações em 14 outros meios de comunicação.
Em 1997, o Ministério de Segurança Pública lançou uma investigação sobre se o Falun Gong deveria ser considerado xie jiao (邪教, "ensino herético"). O relatório concluiu que "nenhuma evidência apareceu até agora". No ano seguinte, no entanto, em 21 de julho de 1998, o Ministério de Segurança Pública emitiu o Documento No. 555, "Notificação da Investigação do Falun Gong". O documento afirmava que o Falun Gong é um "ensino herético" e determinou que outra investigação fosse lançada para buscar evidências em apoio à conclusão. Os praticantes do Falun Gong relataram ter linhas telefônicas grampeadas, casas saqueadas e invadidas e locais de exercícios do Falun Gong interrompidos por agentes de segurança pública.
Neste período de tempo, mesmo com as críticas ao qigong e ao Falun Gong montadas em alguns círculos, a prática manteve uma série de apoiadores de alto nível no governo. Em 1998, Qiao Shi, o recém-aposentado Presidente do Comitê Permanente do Congresso Nacional do Povo, iniciou sua própria investigação sobre o Falun Gong. Após meses de investigações, seu grupo concluiu que "o Falun Gong tem centenas de benefícios para o povo chinês e a China, e não tem um único efeito ruim". Em maio do mesmo ano, a Comissão Nacional de Esportes da China lançou sua própria pesquisa sobre o Falun Gong. Baseado em entrevistas com mais de 12 mil praticantes do Falun Gong na província de Guangdong, eles afirmaram que estavam "convencidos de que os exercícios e os efeitos do Falun Gong são excelentes. Teve uma melhora extraordinária na estabilidade e a ética da sociedade".
O fundador da prática, Li Hongzhi, esteve praticamente ausente do país durante o período de crescentes tensões com o governo. Em março de 1995, Li havia deixado a China para primeiro ensinar sua prática na França e depois em outros países, e em 1998 obteve residência permanente nos Estados Unidos.
Em 1999, as estimativas fornecidas pela Comissão de Esportes do Estado sugeriram que havia 70 milhões de praticantes do Falun Gong na China. Um funcionário anônimo da Comissão Nacional de Esportes da China foi citado em uma entrevista ao US News & World Report especulando que, se 100 milhões tivessem adotado o Falun Gong e outras formas de qigong, haveria uma redução dramática nos custos com saúde e que "o Premier Zhu Rongji está muito feliz com isso".

### Protestos em Tianjin e Zhongnanhai
No final da década de 1990, a relação do Partido Comunista com o crescente movimento do Falun Gong tornou-se cada vez mais tensa. Relatórios de discriminação e vigilância da Secretaria de Segurança Pública estavam aumentando e os praticantes de Falun Gong organizavam rotineiramente manifestações respondendo artigos da mídia que consideravam injustos. As investigações conflitantes lançadas pelo Ministério da Segurança Pública de um lado e a Comissão de Esportes do Estado e Qiao Shi do outro falaram sobre as discordâncias entre as elites chinesas sobre como considerar a prática crescente.
Em abril de 1999, um artigo que criticava o Falun Gong foi publicado na revista Youth Leitor da Universidade de Tianjin. O artigo foi escrito pelo físico He Zuoxiu, que, como apontam Porter e Gutmann, é um parente do membro do Politburo e da segurança pública, o secretário Luo Gan. O artigo considera o qigong e o Falun Gong em particular, como supersticioso e prejudicial para os jovens. Os praticantes do Falun Gong responderam piquetando os escritórios do jornal solicitando uma retratação do artigo. Ao contrário de instâncias passadas em que os protestos do Falun Gong foram bem sucedidos, em 22 de abril a manifestação de Tianjin foi interrompida pela chegada de trezentos policiais da tropa de choque. Alguns dos praticantes foram espancados e quarenta e cinco presos. Outros praticantes do Falun Gong foram informados de que, se quisessem apelar mais, precisavam levar a questão ao Ministério da Segurança Pública e ir à Pequim.
A comunidade do Falun Gong rapidamente mobilizou uma resposta, e na manhã de 25 de abril, mais de 10 mil praticantes se reuniram perto do escritório central para exigir o fim do assédio crescente contra o movimento e solicitar a libertação dos praticantes de Tianjin. De acordo com Benjamin Penny, os praticantes buscaram reparação da liderança do país indo até eles e, "embora muito calmamente e educadamente, deixando claro que eles não seriam tratados com tanta vergonha". O jornalista Ethan Gutmann escreveu que agentes de segurança os esperavam e reuniram os praticantes na Rua Fuyou, em frente ao complexo do governo de Zhongnanhai. Os manifestantes sentavam-se ou liam calmamente nas calçadas ao redor do complexo de Zhongnanhai.
Cinco representantes do Falun Gong se reuniram com o Premier Zhu Rongji e outros altos funcionários para negociar uma resolução. Os representantes do Falun Gong foram assegurados de que o regime apoiava exercícios físicos para melhorias na saúde e não consideravam o Falun Gong como anti-governo. Ao chegar a esta resolução, a multidão de manifestantes do Falun Gong se dispersou.
Secretário Geral do Partido Jiang Zemin foi alertado para a demonstração pelo membro do CPC Politburo Luo Gan, e ficou supostamente irritado com a audácia da manifestação (a maior desde os protestos da Praça Tiananmen dez anos antes). Jiang pediu uma ação resoluta para reprimir o grupo, e supostamente criticou o Premier Zhu por ser "suave demais" em sua maneira de lidar com a situação. Naquela noite, Jiang compôs uma carta indicando seu desejo de ver o Falun Gong "derrotado". Na carta, Jiang expressou preocupação com o tamanho e a popularidade do Falun Gong, e em particular sobre o grande número de membros do Partido Comunista encontrados entre os praticantes do Falun Gong. Ele observou a possibilidade de forças estrangeiras por trás dos protestos do Falun Gong (o fundador da prática, Li Hongzhi, emigrou para os Estados Unidos), e expressou preocupação sobre o uso da Internet para coordenar uma manifestação em larga escala. Jiang também insinuou que a filosofia moral do Falun Gong estava em desacordo com o valores ateus do marxismo-leninismo e, portanto, constituía uma forma de competição ideológica.
Jiang é considerado pelo Falun Gong de ser responsável pela decisão de perseguir o Falun Gong. Peerman citou razões como suspeita de inveja pessoal de Li Hongzhi; Saich aponta a ira de Jiang no apelo generalizado ao Falun Gong e a luta ideológica como causa da repressão que se iniciou. Willy Wo-Lap Lam sugere que a decisão de Jiang de reprimir o Falun Gong estava relacionada ao desejo de consolidar seu poder dentro do Politburo. De acordo com os direitos humanos, os líderes do Partido Comunista e a elite dominante estavam longe de ser unidos em seu apoio à repressão.

## Hostilidade do governo chinês em relação ao Falun Gong
Os benefícios da prática do Falun Gong para a sociedade e para as pessoas foram originalmente reconhecidos e elogiados por vários níveis do governo chinês. De fato, as considerações positivas das autoridades haviam facilitado a propagação do Falun Gong, no início dos anos 1990. Os meios de comunicação, controlados pelo estado (incluindo jornais nacionais e locais, canais de TV e estações de rádio), frequentemente cobriam as atividades e os benefícios da prática do Falun Gong.
A crescente popularidade do Falun Gong, porém, foi tida como demasiada para alguns funcionários dentro do governo chinês. De minados clandestinos no início de 1994, para a orquestrada campanha difamatória e à proibição Falun Gong e dos livros do Falun Gong em 1996, até a perseguição policial em 1997, certos blocos de poderes dentro do governo chinês aumentaram gradualmente a sua perseguição traiçoeira até ataques ostensivos. Em 23 de abril de 1999, em plena luz do dia, forças policiais armadas na cidade de Tianjin violentamente agrediram centenas de praticantes de Falun Gong e arbitrariamente detiveram 45 deles.
O jornal The Epoch Times, com sede nos Estados Unidos, cujo objetivo inicial foi expor a perseguição ao Falun Gong na China, está presente em 35 países e em 21 idiomas.[carece de fontes?]

## O "apelo pacífico de 25 de Abril" por praticantes de Falun Gong

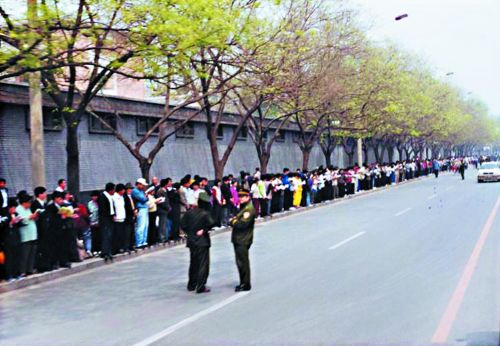
Manifestação de praticantes fora do complexo governamental de Zhongnanhai em Abril de 1999 pedindo o reconhecimento oficial do movimento.

Dois dias depois, no dia 25 de abril de 1999, mais de 10 000 praticantes de Falun Gong reuniram-se tranquilamente em Pequim do lado de fora do Gabinete de Apelações do Conselho Estadual, localizado ao lado do Complexo de Liderança Chinesa, para pedir a libertação dos praticantes detidos em Tianjin e a suspensão da proibição dos livros do Falun Gong.

A manifestação foi pacífica, ordeira e legal. Após o Primeiro-Ministro Zhu Rongji se reunir com alguns dos praticantes presentes, ordenou a libertação das pessoas detidas em Tianjin e então os praticantes calmamente se dispersaram. Devido a esta manifestação o Falun Gong começou a receber atenção internacional.

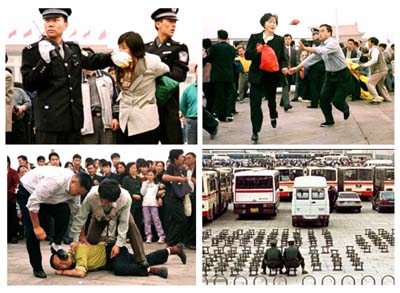
Prisão de praticantes na China.

No entanto, o então presidente da China, Jiang Zemin, se ressentiu com a solução pacífica. Aparentemente na busca de uma conquista retumbante para aumentar a sua autoridade pessoal, em 20 de julho de 1999, sem o devido processo, Jiang ordenou o início da perseguição contra o Falun Gong, não obstante o fato de que muitos dentro do governo já eram eles próprios praticantes ou possuíam uma opinião favorável em relação ao Falun Gong. Mais tarde, em outubro, Jiang ordenou que o legislador nacional chinês aprovasse uma lei para permitir uma repressão mais dura. O The Washington Post observou em artigo de 2 de novembro de 1999 que:
| “ | Quando [líderes da China comunista] viram-se sem as leis que necessitavam para perseguir vigorosamente uma sociedade pacífica de meditação, o Partido simplesmente ordenou a criação de algumas novas leis. Agora, estas serão aplicadas - retroativamente, é claro ... Por esses padrões, Stalin foi um escrupuloso observador dos direitos civis. | ” |

Desde 20 de julho de 1999, mais de 100 mil praticantes, incluindo mulheres grávidas, idosos e crianças em tenra idade, têm sido enviados a campos de trabalho forçado sem julgamento; milhares foram ilegalmente encarcerados, por períodos até superiores a 18 anos; e milhões de pessoas inocentes foram detidas e presas arbitrariamente, quase todos sob condições desumanas. Milhares de praticantes foram detidos e severamente torturados com drogas prejudiciais causadoras de danos ao sistema nervoso em hospitais de saúde mental. Outros milhares foram assassinados na prisão, enquanto incontáveis outras mortes estão ainda sem explicação.[carece de fontes?]
Entretanto, Jiang criou um sistema nacional, o "Departamento 610", com absoluta autoridade sobre o poder judicial e todos os níveis do Partido Comunista, exclusivamente para erradicar o Falun Gong. A extensão e gravidade das atrocidades são difíceis de se compreender. Conforme é possível observar na carta enviada para Casa Branca, pedindo que o Governo Americano intercedesse nessa prática de retirada forçada de órgãos, mesmo de pessoas que ainda estavam vivas.[carece de fontes?]

## Uma autoimolação encenada e outros episódios
O regime de Jiang lançou simultaneamente uma campanha de desinformação de longo alcance para justificar a sua perseguição e para escapar à condenação mundial. A mídia de circulação nacional tem inundado a imprensa e ondas de rádio com informações fabricadas acerca do Sr. Li Hongzhi e do Falun Gong. Tal como acontece com todas as mentiras, a propaganda falha miseravelmente nos detalhes. Por exemplo, o governo chinês forjou a alegação de que a prática do Falun Gong levou 1 400 pessoas à morte ou a tornarem-se insanas. Esse número, mesmo presumindo-se que seja verdadeiro, dividido por 100 milhões de praticantes, estaria muitas ordens de grandeza inferior à média nacional. Em outro exemplo, o governo chinês alegou que o Sr. Li Hongzhi havia falsificado sua data de nascimento e até mesmo produzido um "registro hospitalar " para provar que a sua mãe fora tratada com oxitocina em 1952, antes de seu nascimento. A oxitocina, no entanto, não fora identificada até 1953.[carece de fontes?]
No início de 2001, desesperado para inverter a maré, o governo chinês tentou um escandaloso golpe publicitário: a autoimolação forjada de cinco pessoas na Praça Tiananmen.[carece de fontes?]
A mídia gerenciada pelo estado, então, atribuiu a culpa ao Falun Gong. Esta encenação de autoimolação, no entanto, tem sido analisada por repórteres neutros e observadores cuidadosos do mesmo videotape que foi publicado pelo governo chinês:[carece de fontes?]
1. Uma matéria de investigação publicada pelo The Washington Post revelou que a Sra. Liu Chunling, um dos "imoladores", nunca havia praticado Falun Gong;
2. A polícia estava misteriosamente patrulhando a Praça Tiananmen, com dezenas de peças de equipamento de extinção de incêndio nesse dia;
3. Liu Siying, a menina de 12 anos, foi supostamente submetida a uma traqueotomia, mas falou e cantou com clareza, uma impossibilidade médica;
4. Ms. Hao Huijun, outro "imolador", foi relatado como tendo se formado na Academia de Música Henan em 1974, época da Revolução Cultural, quando nenhum aluno se formou;
5. O Sr. Wang Jindong foi mostrado como se houvesse sido gravemente queimado; no entanto, o seu cabelo e a garrafa de plástico de 7 Up que ele havia "utilizado para espirrar gasolina" milagrosamente permaneceram intactos.

Estas falhas levaram o Desenvolvimento da Educação Internacional, uma ONG da ONU, a publicar a seguinte declaração durante a sessão de 2001 da Subcomissão das Nações Unidas para a Promoção e Proteção dos Direitos do Homem:[carece de fontes?]
| “ | O regime chama a atenção para um suposto incidente de autoimolação na Praça Tiananmen, em 23 de janeiro de 2001, como prova de que o Falun Gong é um culto maligno. No entanto, nós obtivemos um vídeo desse incidente que, em nossa opinião, prova que este evento foi encenado por parte do governo. | ” |

Foi realizada uma análise da filmagem feita pela Televisão Central da China (CCTV) das imolações encenadas.
O único objetivo da perseguição do governo chinês é forçar os praticantes de Falun Gong a renunciarem à sua crença. Esta coerção contra a consciência, no entanto, não se mantêm apenas na China.
O governo chinês tem repetidamente feito ameaças de sanções econômicas para com os países, estados, cidades e empresas que ousam criticar a sua perseguição ao Falun Gong. Isso cria um medo, um medo de ser deixado de fora de algum benefício econômico, o medo de falar em nome da consciência. Com esta tática, o governo chinês tem induzido diversas grandes corporações ocidentais de mídia e notícia a aplicar a autocensura na divulgação das violações dos direitos humanos na China, forçado cidades de certo número de países a rescindir seu apoio moral às vítimas, e até mesmo coagido alguns governos democráticos para abafar as vozes de praticantes do Falun Gong.
As agências chinesas, no entanto, não se limitaram à chantagem. O membro do Parlamento Canadense Rob Anders tinha o seguinte a dizer sobre uma agressão física por diplomatas chineses em fevereiro de 2000:[carece de fontes?]
| “ | Eu usava uma camisa que falava sobre Falun Gong durante uma função que estava sendo organizada pela Embaixada da República Popular aqui neste edifício [parlamento]. Eu me levantei na parte de trás da sala e então, de repente, quatro ou cinco homens me cercaram e começaram a me molestar, me apontar dedos e me empurrar dizendo que eu tinha que sair, que eu "não era bem vindo, vá para casa, entendeu?, cowboy, você não sabe o que você está fazendo"... e o que passou pela minha mente imediatamente foram quatro ou cinco pessoas formando um gang em nome da República Popular da China e pensando que eles podem escapar fazendo isso comigo como um membro do parlamento, em solo canadense, no meu local de trabalho, na Câmara dos Comuns; então você pode imaginar o que eles estão fazendo com as pessoas no seu próprio país? Isto absolutamente passou dos limites! E depois, quando um repórter da mídia chegou com sua câmera, eles começaram a agarrar a sua câmera, eles tentaram forçá-la para baixo, para o chão, disseram-lhe para ir embora. (...) Eles estavam dando ordens para um membro da imprensa livre, aqui no Canadá. (...) Foi absolutamente ultrajante. E isso realmente provou o que o Falun Dafa é contra. Estamos em um momento muito crítico. (...) Se nós não tomarmos uma posição agora, a história vai olhar para nós atrás e suspirar. | ” |

Incidentes semelhantes de intimidação e de agressão também têm ocorrido em países como: África do Sul, Alemanha, Argentina, Austrália, Bulgária, Camboja, Coreia do Sul, Dinamarca, Escócia, Estados Unidos, Fiji, França, Hong Kong e Macau, Hungria, Indonésia, Islândia, Israel, Itália, Japão, Malásia, México, Mianmar, Nova Zelândia, Peru, Romênia, Rússia, Singapura, Suécia, Suíça, Tailândia, Taiwan, Ucrânia, Venezuela, e muitos outros. Em termos simples, o Governo chinês tem exportado a sua perseguição para o mundo como uma campanha mundial do mal contra a consciência.
No Brasil, um episódio foi registrado em Brasília em 2014, coincidente à presença do líder chinês Xi Jinping para a XI Cúpula do BRICS, quando manifestantes brasileiros e chineses foram hostilizados por turistas chineses fiéis ao governo, com aparente treinamento de contenção de manifestações.

## Ligações com outras organizações

### Epoch TimeseShen Yun
O Falun Gong está ligado a uma variedade de organizações nos Estados Unidos e noutros países. Receberam notável atenção dos meios de comunicação social pelo seu envolvimento político e mensagens ideológicas, especialmente desde o seu envolvimento nas eleições presidenciais dos EUA em 2016. Essas organizações incluem o The Epoch Times, um media de extrema-direita política que recebeu críticas por alegadamente promover teorias de conspiração, tais como QAnon, e por alegadamente produzir anúncios para o ex-Presidente dos EUA Donald Trump, algo que o jornal negou numa declaração recolhida pela NBC. O jornal foi também acusado de espalhar desinformação anti-vacinas. O Shen Yun Performing Arts recebeu críticas pelas suas declarações contra a teoria da evolução. Também promove o Falun Gong, apresentando-a como uma tradição antiga. Apesar destes juízos de valor, a companhia ligada ao Falun Gong também recebeu críticas positivas.
O grupo de performance artística Shen Yun e a organização de mídia The Epoch Times são as organizações de maior alcance do Falun Gong. Ambos promovem os ensinamentos políticos e espirituais do Falun Gong, atuando em conjunto com diversas outras organizações como a New Tang Dynasty Television (NTD) como extensões do Falun Gong.
No caso do The Epoch Times, também são promovidas teorias da conspiração e a defesa de políticas de extrema-direita tanto na Europa como nos Estados Unidos. Particularmente durante a Eleição presidencial nos Estados Unidos em 2016, o The Epoch Times teve grande participação na promoção de teorias da conspiração e visões políticas de extrema-direita.

As extensões do Falun Gong também tem sido ativas em promover a direita alternativa europeia. As conexões financeiras e estruturais exatas entre Falun Gong, Shen Yun e The Epoch Times permanecem incertas. De acordo com a NBC News:
O Epoch Media Group, junto com o Shen Yun, uma trupe de dança conhecida por sua publicidade onipresente e performances perturbadoras, compõem o esforço de divulgação do Falun Gong, uma prática espiritual relativamente nova que combina antigos exercícios de meditação chinesa, misticismo e frequentemente visões de mundo ultraconservadoras. O fundador do Falun Gong se referiu ao Epoch Media Group como "nossa mídia," e a prática do grupo informa fortemente a cobertura jornalística do Epoch Times, de acordo com antigos empregados que falaram à NBC News. O Epoch Times, a companhia de produção digital NTD e a trupe altamente publicizada Shen Yun compõem a rede sem fins lucrativos que Li chama de "nossa mídia". Documentos financeiros pintam um complicado quadro de mais de uma dúzia de organizações tecnicamente separadas que aparentam compartilhar missões, dinheiro e executivos. Apesar da fonte de sua receita ser incerta, os registros financeiros mais recentes de cada organização ilustram um amplo negócio prosperando durante a era Trump.